# ホセ・ペドラザ
ホセ・ペドラザ・ゴンサレス（Jose Pedraza González, 1989年5月8日 - ）は、プエルトリコ・カグアス出身のプロボクサー。元IBF世界スーパーフェザー級王者。元WBO世界ライト級王者。世界2階級制覇王者。北京オリンピック出場。

## 経歴

### アマチュア時代
2007年7月、パンアメリカン競技大会にライト級 (60 kg) で出場し、準決勝でエバートン・ロペスに敗退し銅メダルを獲得した。
2007年11月、アメリカのシカゴで開催された世界ボクシング選手権にライト級 (60 kg) で出場し、1回戦でサダム・アリに敗退した。
2008年8月、中華人民共和国の北京市で開催された北京オリンピックにライト級 (60 kg) で出場し、2回戦で敗退した。
2009年9月、イタリアのミラノで開催された世界ボクシング選手権にライト級 (60 kg) で出場し、決勝で敗れ銀メダルを獲得した。

### プロ時代
2011年2月18日、ポンセでフェリックス・リベラとデビュー戦を行い、初回1分25秒TKO勝ちを収めデビュー戦を白星で飾った。
2014年11月14日、サンフアンでマイケル・ファレナスとIBF世界スーパーフェザー級王座挑戦者決定戦で対戦し、12回3-0（117-111、118-110、116-112）の判定勝ちを収め挑戦権獲得に成功した。
2015年6月13日、アラバマ州バーミングハムのバートウ・アリーナで開催されたデオンテイ・ワイルダー対エリック・モリーナの前座で、ランセス・バルテレミーの王座返上に伴うIBF世界スーパーフェザー級王座決定戦としてIBF世界スーパーフェザー級6位のアンドレイ・クリモフと対戦し、12回3-0（2者が120-108、118-109）の判定勝ちを収め王座獲得に成功した。
2015年10月3日、シンシナティのU.S.バンク・アリーナで開催されたエイドリアン・ブローナー対カビブ・アーラフベルディエフの前座で、IBF世界スーパーフェザー級14位のエドナー・チェリーと対戦し、12回2-1（2者が117-111、112-116）の判定勝ちを収め初防衛に成功した。
2016年3月3日、IBFによりペドラザとスティーブン・スミスとの間で入札が行われ、ペドラザ陣営のディベイラ・エンターテインメントが15万ドルで落札した。交渉は90日間でファイトマネーの分配はペドラザが75%（11万2500ドル）、スミスが25%（3万7500ドル）となった。なおマッチルーム・スポーツは入札に参加しなかった。
2016年4月16日、コネチカット州レッドヤードのフォックスウッズ・リゾート・カジノ内にあるMGMグランド・アット・フォックスウッズにて開催されたゲーリー・ラッセル・ジュニア対パトリック・ハイランドの前座で、IBF世界スーパーフェザー級1位のスミスと対戦し、12回3-0（2者が116-111、117-110）の判定勝ちを収め2度目の防衛に成功した。
2017年1月14日、ニューヨーク市ブルックリン区のバークレイズ・センターにてジェームス・デゲール対バドゥ・ジャックの前座でIBF世界スーパーフェザー級8位のジャーボンテイ・デービスと対戦し、プロ初黒星となる7回2分36秒TKO負けを喫し3度目の防衛に失敗、王座から陥落した。この試合でペドラザは22万5千ドル、デービスは7万5千ドルのファイトマネーを稼いだ。
2018年2月26日、ボブ・アラムのトップランクと契約した。
2018年3月17日、1年2か月ぶりの試合をフールー・シアターでホセ・ルイス・ロドリゲスと行い、8回3-0（3者とも80-72）の判定勝ちを収め再起した。
2018年8月25日、アリゾナ州グレンデールでWBO世界ライト級王者レイムンド・ベルトランと対戦し、12回3-0（117-110×2、115-112）の判定勝ちを収め、2階級制覇を達成した。
2018年12月8日、フールー・シアターで世界ボクシング協会 (WBA) 世界ライト級スーパー王者ワシル・ロマチェンコと2団体王座統一戦を行い、12回判定負けを喫し、王座から陥落した。
2022年12月10日、マディソン・スクエア・ガーデンで元ライト級3団体統一王者のテオフィモ・ロペスと対戦する予定だったが、ペドラザが病気になったため欠場することが11月17日に発表された。
2023年2月3日、アリゾナ州グレンデールのヒラ・リバー・アリーナでエマヌエル・ナバレッテ対リアム・ウィルソンの前座として行われたWBOインターコンチネンタルスーパーライト級タイトルマッチで、WBOインターコンチネンタルスーパーライト級王者のアーノルド・バルボサ・ジュニアに挑戦し、10回0-3の判定負けを喫し王座獲得に失敗した。
2023年12月9日、フロリダ州ペンブロークパインズのチャールズ・F・ドッジ・シティ・センターでロベイシ・ラミレス対ラファエル・エスピノサの前座として行われたWBOインターコンチネンタル・USNBC全米ライト級タイトルマッチおよびUSBAライト級王座決定戦で、4年半ぶりのライト級復帰戦として東京オリンピックのライト級銀メダリストでありWBOインターコンチネンタル・USNBC全米ライト級王者のキーショーン・デービスに挑戦する予定だったが、10月26日付でデービスから禁止薬物であるマリファナの陽性反応が検出され、デービスが90日間の出場停止処分を受けたため試合は延期となった。
2024年2月8日、ネバダ州ラスベガスのミケロブ・ウルトラ・アリーナでテオフィモ・ロペス対ジャメイン・オルティスの前座として行われたWBOインターコンチネンタル・USNBC全米ライト級タイトルマッチおよびUSBA全米ライト級王座決定戦で王者のキーショーン・デービスに挑戦し、6回1分9秒TKO負けを喫し王座獲得に失敗した。

## 獲得タイトル
- WBC世界スーパーフェザー級ユース王座
- USBA全米スーパーフェザー級王座
- IBО世界スーパーフェザー級王座
- IBF世界スーパーフェザー級王座（防衛2）
- WBO世界ライト級王座（防衛0）